# Soumrak padá
Soumrak padá (v anglickém originále Darkness Falls) je 19. epizoda 1. řady seriálu Akta X. Premiéru v USA měla premiéru 1. dubna 1994.

## Děj
Děj se odehrává v hlubokých lesích. Agenti objeví opuštění dřevařský srub. Po setmění na ně začne útočit zeleně světélkující hmyz, který se ukrýval v několik set let starých stromech, a po pokácení se dostal na svobodu. Je aktivní jen v noci. A tak po setmění začíná boj o přežití při návratu do civilizace.